# ماریا دو آگریدا
ماریا دو آگریدا (به اسپانیایی: María Fernández Coronel y Arana, Abbess of Ágreda) متولد ۱۶۰۲-۱۶۶۵ در کاستیا-لئون، یک راهبه و قدیس مذهب کاتولیک در تاریخ اسپانیا است.
او شهرت به «راهبه آبی» (به انگلیسی: Blue Nun) داشت. نویسندگان بسیاری مدعی شدند که ماریا صاحب علم لدنی و دارای چشم بصیرت خدادادی بوده است.
او مدعی شد که توسط ۸ فرشته آموزش داده می‌شده است.